# Vassili Trediakovski
Vassili Kiríl·lovitx Trediakovski (en rus: Василий Кириллович Тредиаковский) (5 de març del 1703, Astracan - 6 d'agost del 1769, Sant Petersburg) fou un notable poeta, traductor i científic rus.

## Biografia
Va néixer a Astracan, al si d'una família d'un sacerdot. El 1723 va fugir de casa i ingressà a l'Acadèmia d'Estudis Clàssics de Moscou. Escrigué els seus primers drames i poemes el 1725.
El 1726 va abandonar l'acadèmia i partí a La Haia per continuar-hi els seus estudis de teologia i filosofia. Més endavant es traslladà a París i hi estudià matemàtiques, teologia i filosofia a La Sorbona.
El 1730 tornà a Rússia i publicà la seva traducció de la novel·la de Paul Tallemant le Jeune El viatge a l'illa de l'amor (1663). Trediakovski va escriure el prefaci del llibre, en què advocava per l'ús de la llengua russa contemporània en comptes de l'eslau eclesiàstic a les noves obres literàries. Fou el poeta cortesà d'Anna Ivànovna de Rússia. El 1733 fou admès a l'Acadèmia de Ciències per crear un diccionari i gramàtica de la llengua russa.
Fou un dels primers teòrics de la literatura a Rússia. Publicà el 1735 la seva obra teòrica Nou i concís mètode de composició de poesies russes. Contrari al peu sil·làbic tradicional, introduí les nocions de peu mètric i ritme trocaic (_U) i iàmbic (U_). També va determinar els gèneres del sonet, el rondó, l'epístola, l'oda, etc.
El 1741, quan mor Anna Ivànovna, la seva fama literària va decaure i Mikhaïl Lomonóssov el sobrepassà com a poeta, tot provocant que Trediakovski visqués en la pobresa. No obstant aquesta nova situació, el 1742 es casà i tres anys més tard el van escollir professor d'eloqüència a l'Acadèmia. I el 1752 publicà les seves obres completes en dos volums.
Va traduir al rus nou volums d'Histoire ancienne i setze volums d'Histoire romaine de Charles Rollin, Argenis, de l'utopista anglès John Barclay, Eunuchus, del satíric dramaturg romà Terenci i L'art poètic de Nicolas Boileau-Despreaux.
El 1766 publicà una traducció lliure de Les aventures de Telèmac, de François Fénelon, Telemajida, del qual la cort es mofà, perquè després de la poesia de Lomonóssov, els versos de Vasili semblaven feixucs i arcaics. Advocà per la "transposició cultural" i l'"emulació del traductor i l'autor" a les seves traduccions.